# روبرت واتسون وات
روبرتسون واتسون واط (1892-1973م) (بالإنجليزية: Sir Robert Alexander Watson-Watt)‏
السيد روبرت ألكسندر واتسون واط (13 أبريل 1892 - 5 ديسمبر 1973) هو رائد اسكتلندي في اكتشاف الاتجاه الراديوي وتكنولوجيا الرادار.
فهو فيزيائي بريطاني طور في البداية نظاما قادرا على اكتشاف العواصف وهي على بعد مئات الأميال. وفي عام 1940م وبناء على طلب الحكومة البريطانية التي كانت تخشى هجوما جويا ألمانيا عليها، اخترع واتسون واط جهازا لمراقبة الطائرات وتحديد مكانها قبل اقترابها بمسافة كافية وأطلق على هذا الجهاز الرادار. ساعد هذا الجهاز في انتصار قوات الحلفاء وعلى رأسهم بريطانيا في الحرب العالمية الثانية واستخدم في البر والبحر والجو وأصبح له أهمية في زمن السلم قد تفوق زمن الحرب. منح روبرت واتسون واط لقب «فارس» على اختراعه.
بدأ واط حياته المهنية في فيزياء موجات الراديو بوظيفة في مكتب الأرصاد الجوية، حيث بدأ في البحث عن طرق دقيقة لتتبع العواصف الرعدية باستخدام إشارات الراديو المنبعثة من البرق. أدى ذلك إلى تطوير نظام عُرف لاحقًا باسم نظام «هوف داف» في عشرينيات القرن الماضي. لم يتم تطوير الإمكانات العسكرية الهائلة للنظام حتى أواخر الثلاثينيات، على الرغم من الإعلان عنها بشكل جيد في ذلك الوقت. سمح نظام هوف داف للمشغلين بتحديد موقع راديو العدو في ثوانٍ، وأصبح جزءًا رئيسيًا من شبكة الأنظمة التي ساعدت الحلفاء في الحد من تهديد غواصات يو بوت النازية. تشير التقديرات إلى أن نظام هوف داف قد استخدم في حوالي الربع من إجمالي الهجمات التي شنتها قوات الحلفاء على غواصات يو بوت النازية خلال الحرب العالمية الثانية.
في عام 1935 طُلب من واط التعليق على التقارير الخاصة بأشعة الموت الألمانية على الراديو. سرعان ما قرر واط ومساعده أرنولد فريدريك ويلكنز أن ذلك غير ممكن، لكن ويلكنز اقترح استخدام إشارات الراديو لتحديد موقع الطائرات على مسافات طويلة. أدى هذا إلى البيان العلمي في فبراير 1935 حيث ارتدت الإشارات من جهاز إرسال الموجة القصيرة من بي بي سي من طائرة هاندلي بيج هايفورد. قاد واط تطوير نسخة عملية من هذا الجهاز والتي دخلت الخدمة في عام 1938 تحت الاسم الرمزي بيت السلسلة Chain Home. قدم هذا النظام المعلومات الحيوية المتقدمة التي ساعدت القوات الجوية الملكية على الفوز في معركة بريطانيا.
أُرسل واتسون واط بعد نجاح اختراعه إلى الولايات المتحدة في عام 1941 لتقديم المشورة بشأن الدفاع الجوي بعد الهجوم الياباني على قاعدة بيرل هاربور. ثم عاد واستمر في قيادة تطوير الرادار لمكتب الحرب ووزارة التموين البريطانية.
أنتخب واط زميلًا في الجمعية الملكية عام 1941، ونال وسام الفروسية في عام 1942، وحصل على وسام الاستحقاق الأمريكي عام 1946.

## النشأة
ولد وات في بلدة بريشين بمقاطعة أنجوس في اسكتلندا في 13 أبريل 1892، وادعى أنه سليل جيمس وات، المهندس الشهير ومخترع المحرك البخاري العملي، لكن لم يتم العثور على أي دليل على وجود أي علاقة عائلية بينهما. بعد التحاقه بمدرسة داماكري الابتدائية، ومدرسة بريشين الثانوية، قُبل وات في كلية جامعة دندي حيث قضى وات وقتًا ناجحًا كطالب، وفاز بجائزة كارنيلي للكيمياء، وميدالية الفلسفة في الفلسفة الطبيعية التقليدية في عام 1910.
تخرج وات بدرجة البكالوريوس في الهندسة عام 1912، وحصل على مساعدة من البروفيسور ويليام بيدي، الذي شغل منصب رئيس قسم الفيزياء في كلية جامعة دندي منذ عام 1907 وحتى عام 1942. كان بيدي هو من شجع واتسون وات على دراسة فيزياء الراديو، أو "التلغراف اللاسلكي" كما كان يُعرف آنذاك، ومن ثم فقد أجرى وات دراساته العليا في فيزياء مذبذبات التردد الراديوي وانتشار الموجات. في بداية الحرب العالمية الثانية كان واتسون وات يعمل كمساعد في قسم الهندسة بالكلية.

## التجارب المبكرة
في عام 1916 أراد واتسون وات الحصول على وظيفة في مكتب الحرب البريطاني، ولكن لم يكن هناك عملًا واضحًا متاح في مجال الاتصالات. فانضم بدلًا من ذلك إلى مكتب الأرصاد الجوية الذي كان مهتمًا بأفكاره حول استخدام الراديو للكشف عن العواصف الرعدية. حيث يصدر البرق إشارة لاسلكية لأنه يؤين الهواء، وكان هدف وات هو اكتشاف هذه الإشارة لتحذير الطيارين من اقتراب العواصف الرعدية. تحدث الإشارة عبر نطاق واسع من الترددات، ويمكن اكتشافها بسهولة وتضخيمها بواسطة مجموعات الموجات الطويلة البحرية. في الواقع، كان البرق يمثّل مشكلة رئيسية تعوق إشارات الاتصالات عند هذه الأطوال الموجية الشائعة.
نجحت تجاربه المبكرة في اكتشاف تلك الإشارة، وسرعان ما أثبت قدرته على القيام بذلك على مسافات تصل إلى 2500 كيلومتر. تم تحديد الموقع من خلال تدوير هوائي حلقي لتعظيم (أو تقليل) الإشارة، وبالتالي «الإشارة» إلى العاصفة. كانت ضربات البرق سريعة وعابرة لدرجة أنه كان من الصعب للغاية تشغيل الهوائي في الوقت المناسب لتحديد موقع الهوائي بشكل إيجابي. وبدلًا من ذلك، كان المشغل سيستمع إلى العديد من الضربات ويطور موقعًا متوسطًا تقريبيًا.
عمل وات في البداية في المحطة اللاسلكية لمكتب الأرصاد الجوية التابع لوزارة الطيران في ألدرشوت بمقاطعة هامبشاير. وفي عام 1924 عندما أعلنت وزارة الحرب البريطانية عن رغبتها في استعادة موقع ألدرشوت الخاص بها، انتقل وات للعمل في ديتون بارك بالقرب من سلو في مقاطعة بيركشاير. كان المختبر الفيزيائي الوطني (NPL) يستخدم هذا الموقع بالفعل ولديه جهازان رئيسيان كان من شأنهما أن يثبتا أنهما محوريان لعمله.
كان الأول هو جهاز هوائي أدكوك Adcock، وهو جهاز يتكون من أربعة صواري يسمح باكتشاف اتجاه الإشارة من خلال اختلافات الطور. بحيث يمكن للمرء باستخدام أزواج من هذه الهوائيات الموضوعة في زوايا قائمة إجراء قياس متزامن لاتجاه البرق على محورين. كان عرض تلك لإشارات العابرة بمثابة مشكلة. تمكّن وات من التغلب على تلك المشكلة عن طريق الجهاز الثاني، وهو جهاز راسم الذبذبات WE-224، الذي كان قد حصل عليه مؤخرًا من معامل بيل، من خلال تغذية الإشارات من الهوائيين في القناتين X وY لراسم الذبذبات، ومن ثمّ تسببت ضربة برق واحدة في ظهور خط على الشاشة يشير إلى اتجاه الضربة. ويسمح الفسفور «البطيء» نسبيًا لشاشة العرض بقراءة الإشارة فقط بعد فترة طويلة من حدوث الضربة. استخدم نظام وات الجديد في عام 1926 وكان موضوع بحث موسع بقلم واتسون وات وهيرد.
دمجت فريق أبحاث الراديو في كل من مكتب الأرصاد الجوية Met، والمختبر الفيزيائي الوطني NPL في عام 1927 لتشكيل محطة أبحاث الراديو تحت إدارة واتسون وات. ومع استمرار البحث طوال الوقت أصبحت الفرق مهتمة بأسباب الإشارات اللاسلكية «الثابتة» ووجدت أنه يمكن تفسير الكثير من خلال الإشارات البعيدة الموجودة فوق الأفق والتي تنعكس عن الغلاف الجوي العلوي. كان هذا هو أول مؤشر مباشر لواقع طبقة هيفيسايد، التي تم اقتراحها في وقت سابق، وكان المهندسون قد رفضوها في ذلك الوقت إلى حد كبير. ولتحديد ارتفاع تلك الطبقة، قام وات، وأبلتون، وآخرون بتطوير جهاز تخميد وحجب ذاتي بإمكانه تطوير القاعدة الزمنية للعرض، مما قد يتسبب في تحريك نقطة الذبذبات بسلاسة عبر الشاشة بسرعة عالية جدًا. من خلال توقيت الجهاز بحيث تصل النقطة إلى النهاية البعيدة للعرض في نفس الوقت الذي تنعكس فيه الإشارات المتوقعة عن طبقة الهيفيسايد، ومن ثم يمكن تحديد ارتفاع الطبقة. كانت دائرة القاعدة الزمنية هذه مفتاحًا لتطوير الرادار. وفي عام 1933 أصبح وات مشرفًا على قسم الراديو في المختبر الفيزيائي الوطني في تيدينجتون.

## الإرث الثقافي

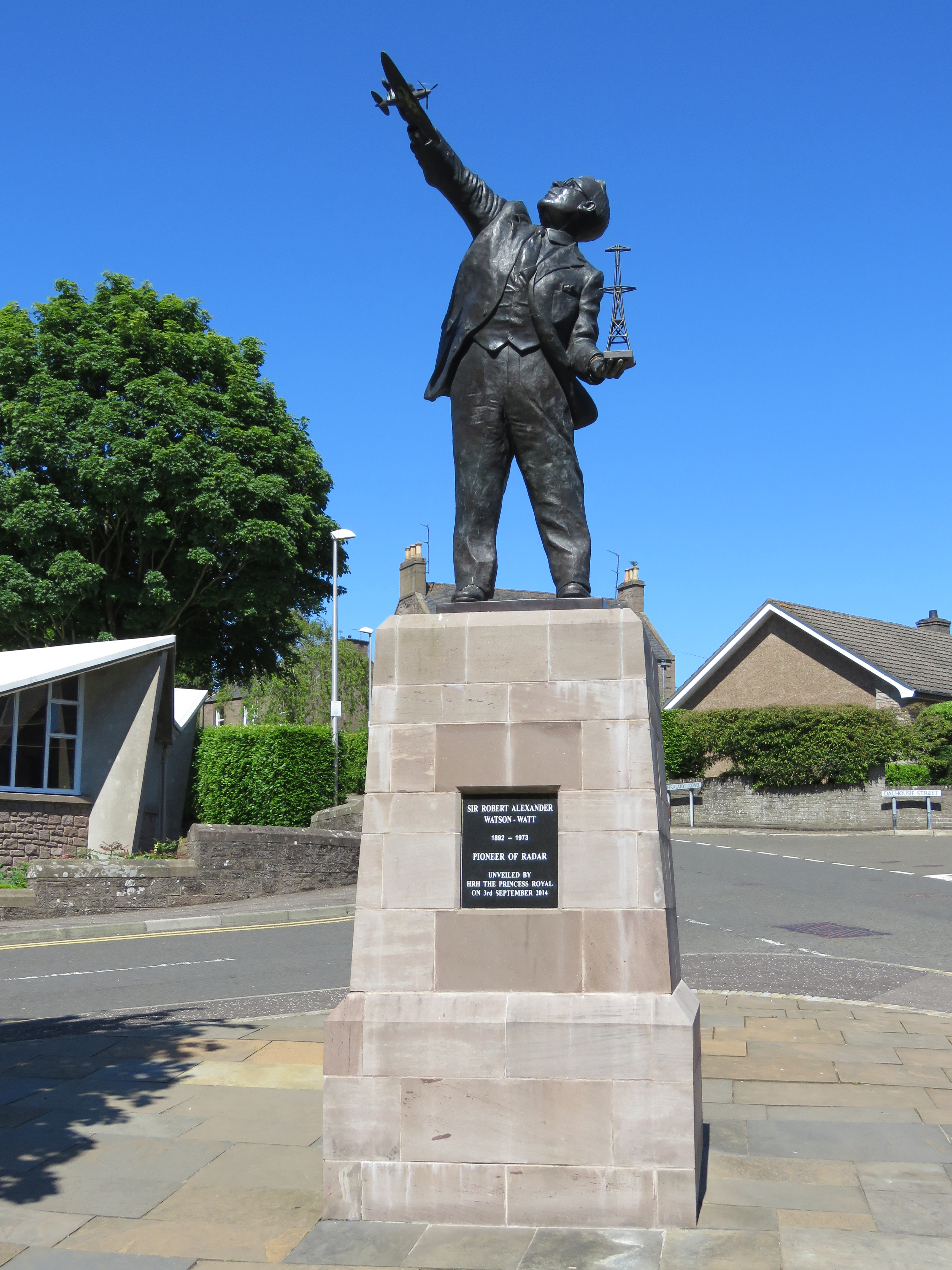
نصب واتسون وات التذكاري في بريشين في ولاية أنجوس بأسكتلندا

في 3 سبتمبر 2014 تم كشف النقاب عن تمثال للسير روبرت واتسون وات في بريشين على يد صاحبة السمو الملكي الأميرة آن. وبعد يوم واحد، بثت هيئة الإذاعة البريطانية بي بي سي مسلسلًا يحمل اسم قلعة في السماء Castles in the Sky لعب فيه الممثل إيدي إيزارد دور واتسون وات.
تحتفظ مكتبة اسكتلندا الوطنية بمجموعة من مراسلات وأوراق واتسون وات. كما توجد مجموعة من الأوراق المتعلقة بواتسون وات لدى قسم خدمات الأرشيف في جامعة دندي.
تم تسمية منشأة إعلامية في راف بولمر باسم قاعة واتسون وات على شرفه.

## الحياة العائلية
تزوج واتسون وات ثلاث مرات. كانت أول مرة في 20 يوليو 1916 في هامرسميث بلندن حين تزوج من مارجريت روبرتسون وهي ابنة رسام، إلا أنه طلقها فيما بعد. وتزوج مرة أخرى في عام 1952 في كندا، كانت زوجته الثانية هي جان ويلكينسون، وتوفيت عام 1964. ثم عاد وات إلى اسكتلندا في الستينيات.
في عام 1966 وهو في عمر يناهز 74 عامًا تزوج وات من السيدة كاثرين تريفوسيس فوربس التي كانت تبلغ من العمر 67 عامًا في ذلك الوقت والتي كانت قد لعبت أيضًا دورًا مهمًا في معارك بريطانيا خلال الحرب العالمية الثانية كقائدة جوية مؤسسة للقوات الجوية النسائية المساعدة، والتي عملت مع عملاء غرفة الرادار. عاشوا معًا في لندن في الشتاء، وفي منزل تريفوسيس فوربس الصيفي في بيرثشاير خلال الأشهر الأكثر دفئًا. وظلوا معًا حتى وفاتها في عام 1971. وتوفي واتسون وات في عام 1973 عن عمر يناهز 81 عامًا في إينفيرنيس. وقد دفنوا معًا في باحة الكنيسة الأسقفية في بيتلوكري.

## روابط خارجية
- روبرت واتسون وات على موقع الموسوعة البريطانية (الإنجليزية)
- روبرت واتسون وات على موقع مونزينجر (الألمانية)
- روبرت واتسون وات على موقع إن إن دي بي (الإنجليزية)